# Кубічна поверхня
В алгебричній геометрії кубічна поверхня — це алгебрична поверхня, що задається однорідним многочленом третього степеня в проєктивному просторі {\displaystyle \mathbb {P} ^{3}(\mathbb {K} )}.
Можна прийняти {\displaystyle \mathbb {K} =\mathbb {R} } або {\displaystyle \mathbb {C} }.

## 27 прямих на кубічній поверхні
Чудовим і нетривіальним результатом алгебричної геометрії є те, що коли поверхня неособлива (тобто в кожній точці поверхні хоча б одна часткова похідна многочлена не дорівнює нулю), а основне поле є полем комплексних чисел, на кубічній поверхні лежить рівно 27 прямих. Це теорема Кейлі — Сальмона, яку встановив 1849 року Сальмон після того, як Кейлі продемонстрував, що число прямих на такій кубічній поверхні завжди скінченне.
Звичайно, над полем дійсних чисел на поверхні може не бути 27 прямих. Однак можна показати, що число дійсних прямих дорівнює 3, 7, 15 або 27. Усі ці можливості реалізуються.

## Приклади

### Поверхня Ферма

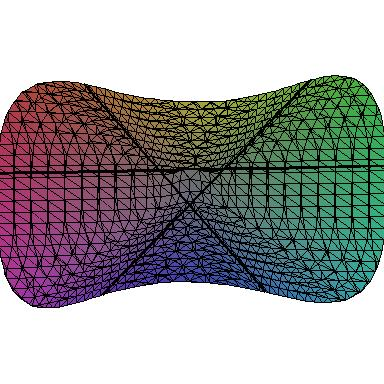
Поверхня Ферма, яка містить три дійсні прямі

Многочлен {\displaystyle P(X,Y,Z,T)=X^{3}+Y^{3}+Z^{3}+T^{3}} є однорідним многочленом степеня 3, і задавана ним кубічна поверхня (звана поверхнею Ферма) є {\displaystyle \{[X:Y:Z:T]\in \mathbb {P} ^{3}(\mathbb {C} )\ |\ X^{3}+Y^{3}+Z^{3}+T^{3}=0\}}. Ця поверхня неособлива і містить 27 прямих. У цьому випадку многочлен досить простий, щоб явно їх описати: з точністю до перестановки координат, вони мають вигляд {\displaystyle [X:\rho X:Z:\rho 'Z]}, де {\displaystyle \rho ,\rho '} — кубічні корені з {\displaystyle -1}. Над {\displaystyle \mathbb {C} } є три кубічних корені з {\displaystyle -1}, і комбінаторний аргумент показує, що загальне число прямих дорівнює 27.
Над полем дійсних чисел існує тільки один кубічний корінь з {\displaystyle -1}, що дає три прямі.

### Поверхня Клебша

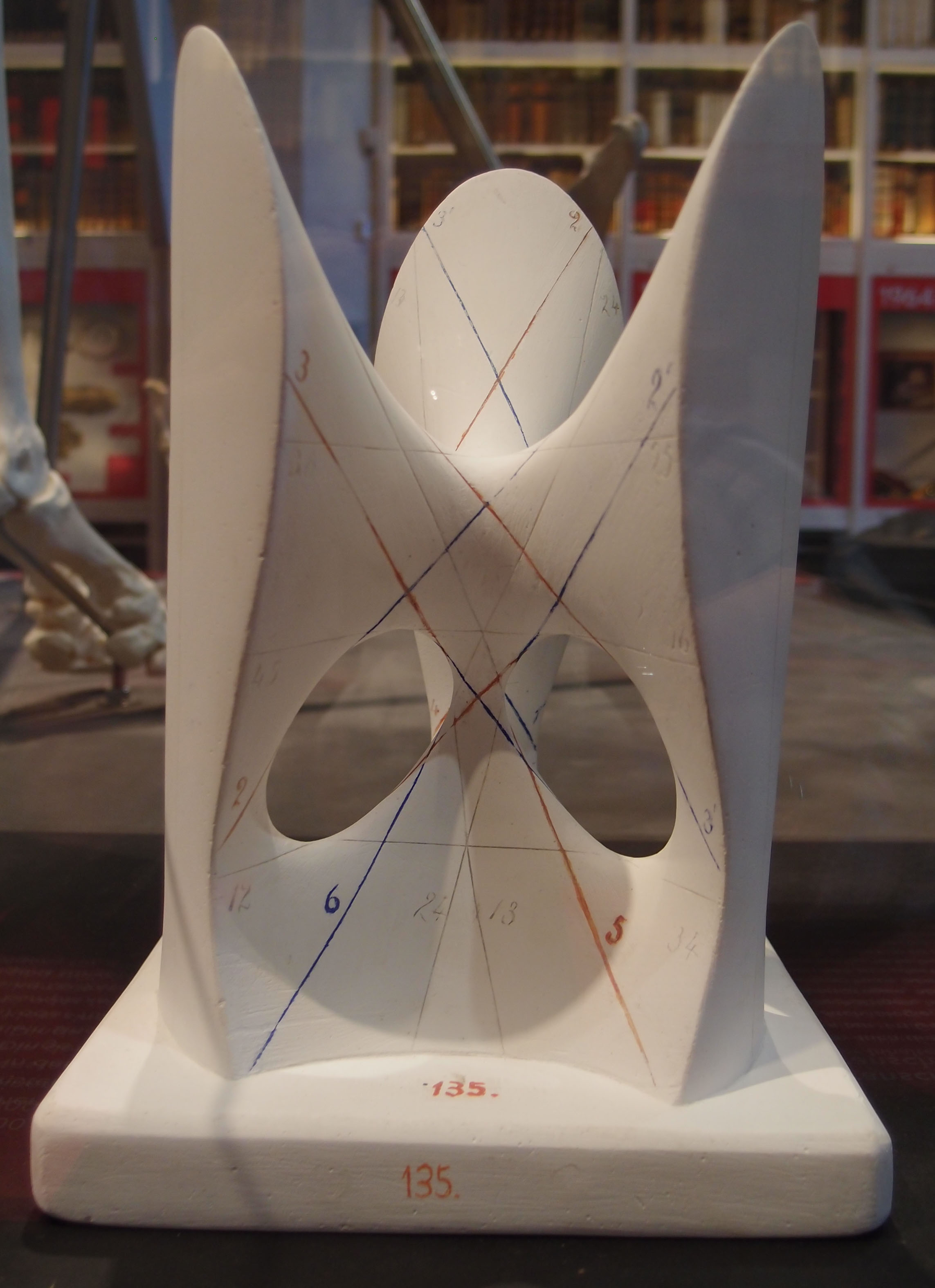
Модель поверхні Клебша із зображеними прямими.

Поверхня Клебша — це кубічна поверхня, рівняння якої {\displaystyle X^{3}+Y^{3}+Z^{3}+T^{3}-(X+Y+Z+T)^{3}=0}, і вона має 27 дійсних прямих:
- {\displaystyle [X:-X:Z:-Z]}, із точністю до перестановки координат, — три прямі.
- {\displaystyle [0:Y:-Y:T]}, із точністю до перестановки координат, — 12 прямих.
- {\displaystyle [X:Y:-X-\phi Y:-\phi X-Y]}, де {\displaystyle \phi ={\frac {1+{\sqrt {5}}}{2}}}, дає 12 прямих.

Очевидно, що всі 27 прямих лежать у проєктивному просторі над полем дійсних чисел, і навіть у {\displaystyle \mathbb {P} ^{3}\left(\mathbb {Q} [{\sqrt {5}}]\right)}.

### Поверхня Келі

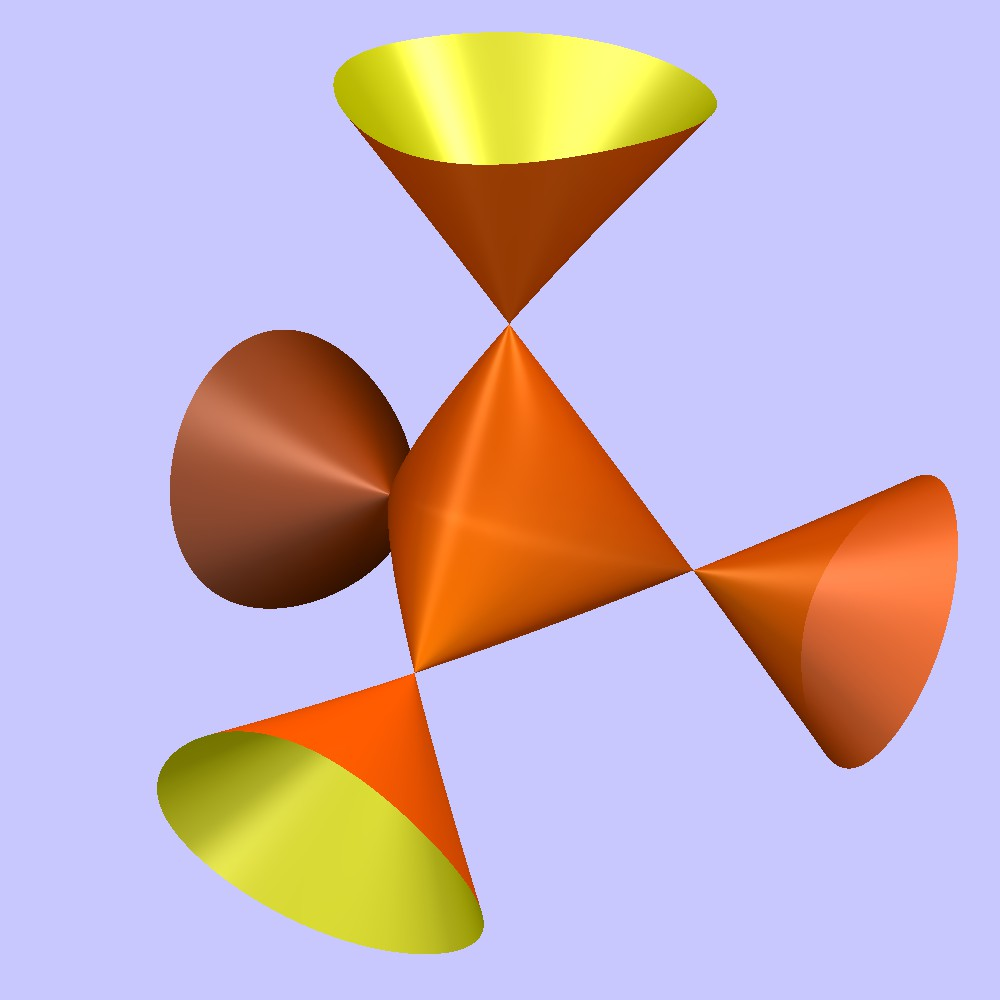
Поверхня Келі

Поверхня Келі визначається рівнянням
{\displaystyle XYZ+XYT+XZT+YZT=0}
Ця поверхня особлива, всі чотири часткові похідні занулюются в чотирьох точках кубики
{\displaystyle [1:0:0:0],[0:1:0:0],[0:0:1:0],[0:0:0:1]}
Таким чином, це приклад, коли теорему Келі — Сальмона не можна застосувати. Однак ця поверхня, як і раніше, містить прямі, зокрема прямі, що з'єднують особливі точки.